# Peyssies
Peyssies är en kommun i departementet Haute-Garonne i regionen Occitanien i södra Frankrike. Kommunen ligger i kantonen Carbonne som tillhör arrondissementet Muret. År 2022 hade Peyssies 687 invånare.

## Befolkningsutveckling
Antalet invånare i kommunen Peyssies
Referens:INSEE